# Religioni in Ucraina
Il cristianesimo è la religione più diffusa in Ucraina. Stime dell'Association of Religion Data Archives (ARDA) riferite al 2015 danno i cristiani all'85% della popolazione (in maggioranza ortodossi), i musulmani all'1% della popolazione, gli ebrei allo 0,1% della popolazione, coloro che seguono altre religioni allo 0,1% della popolazione e coloro che non seguono alcuna religione al 12,8% della popolazione, mentre l'1% della popolazione non specifica la propria affiliazione religiosa. Una ricerca del 2019 condotta dal Centro Razumkov, un centro studi indipendente che si occupa di analisi delle politiche pubbliche, ha dato risultati di poco differenti: i cristiani rappresentano infatti l'85,8% della popolazione e sono in maggioranza ortodossi, lo 0,5% della popolazione segue altre religioni (islam compreso), il 12,8% della popolazione non segue alcuna religione e lo 0,9% della popolazione non specifica la propria fede religiosa.
La costituzione ucraina riconosce la libertà religiosa, stabilisce la separazione fra stato e religione e non prevede una religione di stato. I diritti religiosi possono essere limitati solo per assicurare l'ordine pubblico e la salute e la moralità della popolazione. La legge proibisce le discriminazioni su base religiosa. Le organizzazioni religiose devono registrarsi se vogliono godere di agevolazioni. Solo le organizzazioni registrate possono ottenere esenzioni fiscali, possedere e gestire proprietà, gestire conti in banca, ricevere fondi governativi, produrre e importare materiale religioso, aprire scuole di teologia per il proprio clero. Nelle scuole pubbliche è previsto l'insegnamento della religione, che comprende corsi di etica nelle religioni, ma i corsi devono essere liberi da interferenze di partiti politici e gruppi religiosi, per cui i gruppi cristiani, islamici ed ebraici possono offrire corsi di etica sulla propria religione solo come parte del corso di etica nelle religioni.

## Religioni presenti

### Cristianesimo
Secondo l'indagine del 2019 del Centro Razumkov, gli ortodossi rappresentano il 64,9% della popolazione, i cattolici rappresentano l'11,1% della popolazione e i protestanti l'1,8% della popolazione; c'è inoltre un ulteriore 8% della popolazione che si definisce semplicemente "cristiano" senza specificare una confessione religiosa.
La Chiesa ortodossa è rappresentata in Ucraina principalmente dalla Chiesa ortodossa dell'Ucraina (riconosciuta dal Patriarcato ecumenico di Costantinopoli) e dalla Chiesa ortodossa ucraina (riconosciuta dal Patriarcato di Mosca); in misura minore sono presenti la Chiesa ortodossa romena, la Chiesa ortodossa russa fuori dalla Russia, la Chiesa apostolica armena e un piccolo gruppo di seguaci della Chiesa ortodossa dei Vecchi credenti.
La Chiesa cattolica è presente in Ucraina con la Chiesa latina (che rappresenta l'1,6% della popolazione) e tre Chiese di rito orientale, la Chiesa greco-cattolica ucraina (che rappresenta il 9,4% della popolazione), la Chiesa greco-cattolica rutena (che rappresenta circa lo 0,1% della popolazione) e la Chiesa armeno-cattolica (che ha una presenza molto modesta). La Chiesa latina è organizzata con una circoscrizione ecclesiastica (l'arcidiocesi di Leopoli) da cui dipendono sei diocesi suffraganee). La Chiesa greco-cattolica ucraina è presente con l'Arcivescovato maggiore di Kiev-Halyč, da cui dipendono quattro sedi metropolitane (con sette eparchie suffraganee) e cinque esarcati arcivescovili. La Chiesa greco-cattolica rutena è presente con l'eparchia di Mukačevo, mentre la Chiesa armeno-cattolica è presente con l'arcieparchia di Leopoli degli Armeni. 
La maggiore denominazione protestante presente in Ucraina è l'Unione evangelica battista dell'Ucraina, espressione del movimento battista. Nel Paese sono inoltre presenti pentecostali, luterani (rappresentati dalla Chiesa luterana ucraina), presbiteriani (rappresentati dalla Chiesa evangelica presbiteriana dell'Ucraina), metodisti, mennoniti, anglicani, avventisti del settimo giorno e diversi gruppi evangelicali.
Fra i cristiani di altre denominazioni, sono presenti i Testimoni di Geova e la Chiesa di Gesù Cristo dei Santi degli Ultimi Giorni (i Mormoni).

### Altre religioni
In Ucraina sono presenti musulmani (in maggioranza sunniti), ebrei e piccoli gruppi di induisti, buddhisti, baha'i e di neopagani che seguono la fede nativa slava.